# P&R-Gruppe

Logo der P&R-Gruppe GmbH

Die P&R-Gruppe war eine Gruppe von rechtlich unabhängigen, jedoch verwobenen Anlagegesellschaften aus Deutschland (Grünwald bzw. München) und der Schweiz (Zug), die Anlegern eine Investition in Schiffscontainer am grauen Kapitalmarkt anbot. Das Geschäftsmodell basierte vorgeblich auf Direktinvestitionen der Anleger in Container, die von der Gruppe zurückgemietet wurden. Zumindest seit 2007 wird das Geschäftsmodell als Schneeballsystem eingeordnet. Die deutschen Gesellschaften sind seit Frühjahr 2018 insolvent. Ab mindestens 2007 hatte die Gruppe eine wachsende Lücke im Containerbestand, was zu Ermittlungen wegen Anleger-Betruges  der Staatsanwaltschaft München I führte, in deren Lauf der Mitgründer der P&R-Gruppe, der Österreicher Heinz Roth, am 12. September 2018 wegen Flucht- und Verdunkelungsgefahr in Untersuchungshaft genommen wurde. Im Sommer 2019 wurde der Haftbefehl wegen Verhandlungsunfähigkeit Roths aufgehoben; am 14. Dezember 2019 starb er. Im September 2018 wurde gegen ihn zudem ein dinglicher Arrest durch das Landgericht München I verhängt. Die Insolvenz gilt als einer der größten Anlegerskandale in Deutschland.

## Geschichte
Als erstes Unternehmen dieser Gruppe wurde im Jahr 1975 die P&R GmbH gegründet. Gründer waren der Österreicher Heinz Roth mit einer Partnerin.
Die P&R-Gruppe entwickelte sich seither zu einem der größten Anbieter am grauen Kapitalmarkt. Insgesamt haben die Unternehmen der P&R-Gruppe ca. 3,5 Milliarden Euro von mindestens 54.000 Anlegern eingeworben, von denen die Mehrheit älter als 60 Jahre ist. Die P&R-Gruppe war damit Marktführer für Direktinvestments in Seefracht-Container für Privatanleger. Der Vertrieb erfolgte überwiegend über freie Berater und Vermittlerpools, jedoch empfahlen auch Volksbanken, wie die Volksbank Emmerich-Rees, Sparkassen und andere Banken, wie die Postbank oder die Privatbank Donner & Reuschel, P&R-Container.
Seit 2004 ist die Gruppe zu 40 % an dem britischen Unternehmen für Container-Leasing, Blue Sky Intermodal (UK) Ltd, insgeheim beteiligt, ohne dass dies in Prospekten der P&R-Gruppe veröffentlicht wurde. Nach der Einschätzung des Rechtsanwalts Marc Gericke ist daher der 2017-Prospekt der P&R-Gruppe falsch.
Erst 2017 wurde der Konzern aufgrund gesetzlicher Neuregelungen, auch als „Lex P&R“ bekannt, der Prospektpflicht unterworfen. Die Gruppe betonte erstmals im Jahr 2017 in Verkaufsprospekten die hohen Risiken des Geschäftsmodells: Es drohe nicht nur ein Totalverlust der Einlagen, Anleger haften auch mit ihren sonstigen Vermögen, bis hin zur möglichen Privatinsolvenz. Die Stiftung Warentest wies im Juni 2017 auf Risiken bei Investments in die P&R-Gruppe hin, nachdem sie bereits im Jahre 2016 vor Direktinvestments in Container gewarnt hatte.
Nach einem Vertriebsstopp Anfang März 2018 ordnete das Amtsgericht München als Insolvenzgericht für drei Gesellschaften der Gruppe (P&R Container Vertriebs- und Verwaltungs-GmbH; P&R Gebrauchtcontainer Vertriebs- und Verwaltungs-GmbH; P&R Container Leasing GmbH) jeweils die vorläufige Insolvenzverwaltung an. Die Eröffnungsbeschlüsse folgten am 24. Juli 2018. Den Anlegern und anderen Gläubigern wurde eine Frist bis zum 14. September 2018 zur Anmeldung der Forderungen gesetzt, die jeweils ersten Gläubigerversammlungen wurden für den 17. bzw. 18. Oktober 2018 in der Olympiahalle München terminiert. Im Rahmen des Insolvenzverfahrens wurde bekannt, dass der P&R-Gründer Roth Teile seines Vermögens an seine Ehefrau verschoben hatte. In der Folge wurde gegen ihn auf Antrag der Siegburger Anwälte Göddecke dinglicher Arrest durch das Landgericht München I verhängt. Die zuständige Staatsanwaltschaft schätzt den den Anlegern entstandenen Schaden auf 1,5 bis 2 Milliarden Euro. Auch der 2016 verstorbene Vorstandschef Werner Feldkamp war offenbar in die Betrügereien eingeweiht und daran beteiligt.
Im Mai 2018 informierte der vorläufige Insolvenzverwalter, dass etwa 1,6 Millionen Containern, die ca. 54.000 Anlegern verkauft wurden, nur 618.000 wirklich vorhandene Container gegenüberstehen. Weiter wurde bekannt, dass die Firma spätestens 2007/08 in eine wirtschaftliche Schieflage geriet und eingeworbene Anlegergelder in zunehmender Höhe nicht für den Erwerb von Containern, sondern für das Stopfen von Finanzlöchern und die Auszahlung anderer Investoren nutzte. Der Insolvenzverwalter teilte während der Gläubigerversammlungen im Oktober 2018 mit, dass die Gläubiger mit Ausschüttung beginnend ab 2020 von insgesamt ca. 560 Millionen € rechnen könnten, was etwa einem Siebtel der ausstehenden Forderungen entspräche.
Das Handelsblatt schätzte die Insolvenz im März 2018 als größten Anlageskandal der Bundesrepublik ein. Ende April 2019 informierte der Insolvenzverwalter, die Münchener Kanzlei Jaffé, die Gläubiger über das angestrebte Verfahren, einem Vergleichsangebot zuzustimmen.
Der seit 2012 mit der Prüfung der Geschäftszahlen beauftragte Wirtschaftsprüfer hatte jahrelang nur eingeschränkte Bestätigungsvermerke vergeben.

## Verweise
- frachtcontainer-inso.de – Informationen zu den Insolvenzverfahren der P&R Container-Verwaltungsgesellschaften
- Sophie Hafner: Abgezockt! Der P&R-Container-Skandal in der ZDFinfo-Mediathek. Dokumentarfilm (44 Min.), abrufbar bis 31. Juli 2025